# Tamika Catchings
Tamika Catchings, född den 21 juli 1979 i Stratford, New Jersey, är en amerikansk basketspelare som tagit fyra olympiska guldmedaljer vid olympiska sommarspelen 2004, 2008, 2012 och 2016. 2011 var hon med och blev framröstad som en av de femton bästa spelarna i WNBA.